# Dolsot

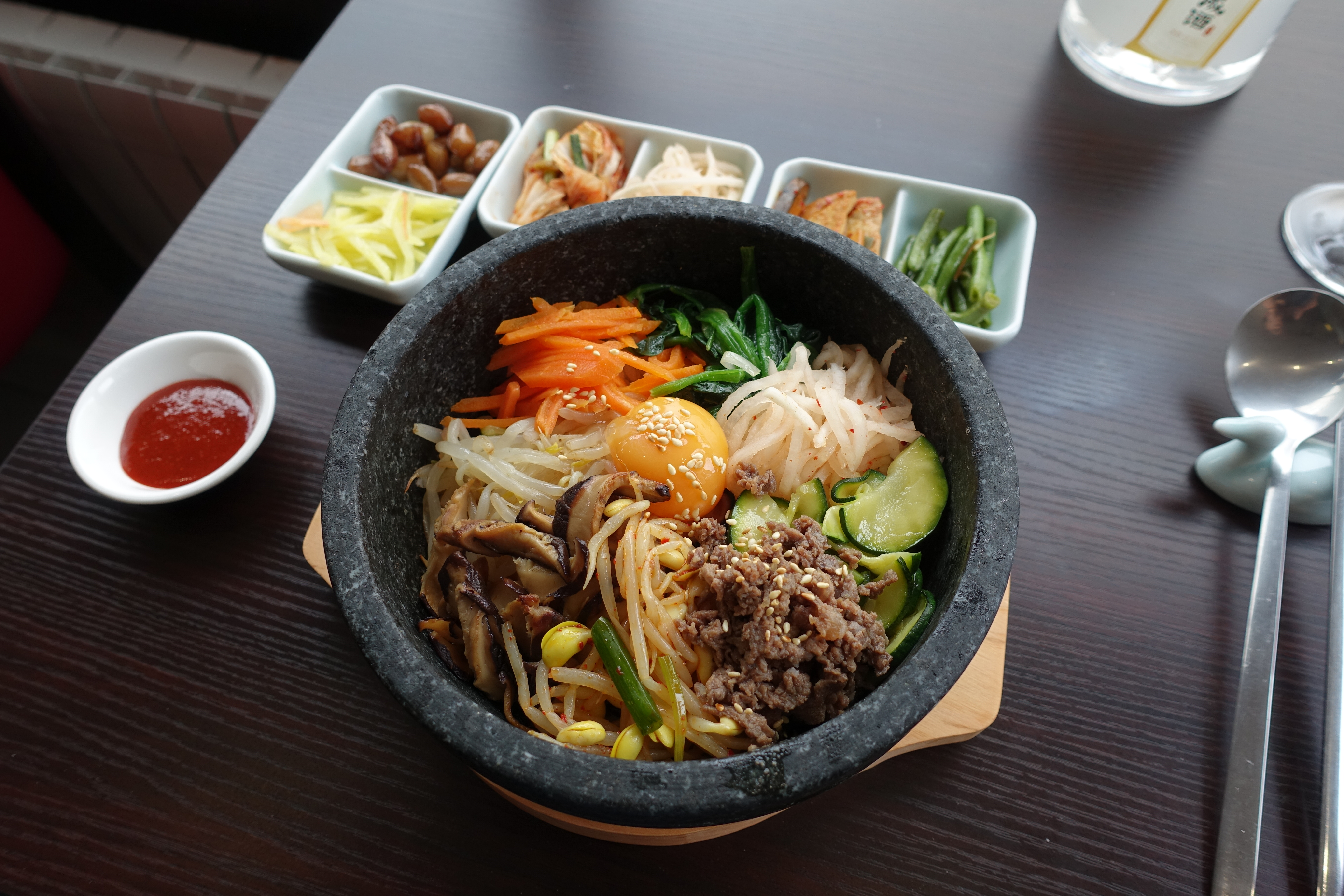
Bibimbap servi dans un dolsot.

Le dolsot (돌솥) est un ustensile de cuisson et un plat de table coréen de petite taille en pierre. Son épaisseur lui permet de retenir la chaleur. Il est notamment utilisé pour préparer le bibimbap.